# Bahnhof Ebbsfleet International
Der Bahnhof Ebbsfleet International ist einer der drei Bahnhöfe an der ersten britischen Hochgeschwindigkeitsbahnstrecke High Speed 1.
Ebbsfleet International ist im Besitz von Union Railways (North) Ltd, wird aber von National Rail verwaltet.

## Geschichte
Der Bahnhof wurde zusammen mit der High Speed 1 gebaut und am 19. November 2007 eröffnet. Zunächst hielten in Ebbsfleet ausschließlich Hochgeschwindigkeitszüge, die London durch den Kanaltunnel mit Paris und Brüssel verbinden. 
Seit Dezember 2009 wird der Bahnhof auch von nationalen Zügen bedient, und zwar mit Zügen der Baureihe 395 im Verkehr zwischen London und dem Südosten Englands.
Der Architekt des Bahnhofs war Mark Fisher, in Zusammenarbeit mit Alastair Lansley CBE, Leszek Dobrovolsky und Fred Deacon.

## Lage
Der Bahnhof liegt östlich von London, südlich der Themse, zwischen den Ortschaften Gravesend und Dartford, 400 Meter südwestlich des Bahnhofs Northfleet, 3,5 Kilometer östlich des Einkaufszentrums Bluewater Shopping Centre und nicht weit von der Londoner Ringautobahn M25. Unter dem Namen Ebbsfleet Valley sollen in der unmittelbaren Nachbarschaft des Bahnhofs neue Stadtviertel mit bis zu 10.000 Wohnungen und bis zu 20.000 Arbeitsplätze entstehen. 
Der nächste Bahnhof an der HS1 in Richtung Norden ist Stratford International. Der nächste über die HS1 in Richtung Süden erreichbare Bahnhof ist der Ashford International in Ashford. Der nächste über den Abzweig zur North Kent Line erreichbare Bahnhof ist Gravesend.
Der Bahnhof hat zwei Gruppen von Bahnsteigen, einmal direkt an der HS1 und zum anderen einen Mittelbahnsteig an der Verbindungsstrecke zur North Kent Line. Die für den internationalen Verkehr vorgesehenen Bahnsteige sind 760 Millimeter über Schienenoberkante (SOK) hoch, die für den nationalen Verkehr vorgesehenen haben die britische Standardhöhe von 915 Millimeter über SOK.

## Eurostar-Aussetzung
Seit März 2020 werden die Bahnhöfe Calais-Fréthun, Ashford und Ebbsfleet nicht von den Eurostar-Zügen bedient. Hintergrund ist offenbar ein erhöhter Kostendruck aufgrund der durch den Brexit und die COVID-19-Pandemie gesunkenen Fahrgastzahlen. 2022 erwog der Betreiber eine Wiederaufnahme der Zughalte frühestens 2024, jedoch wird auch im Jahr 2024 keiner der drei Bahnhöfe angefahren.

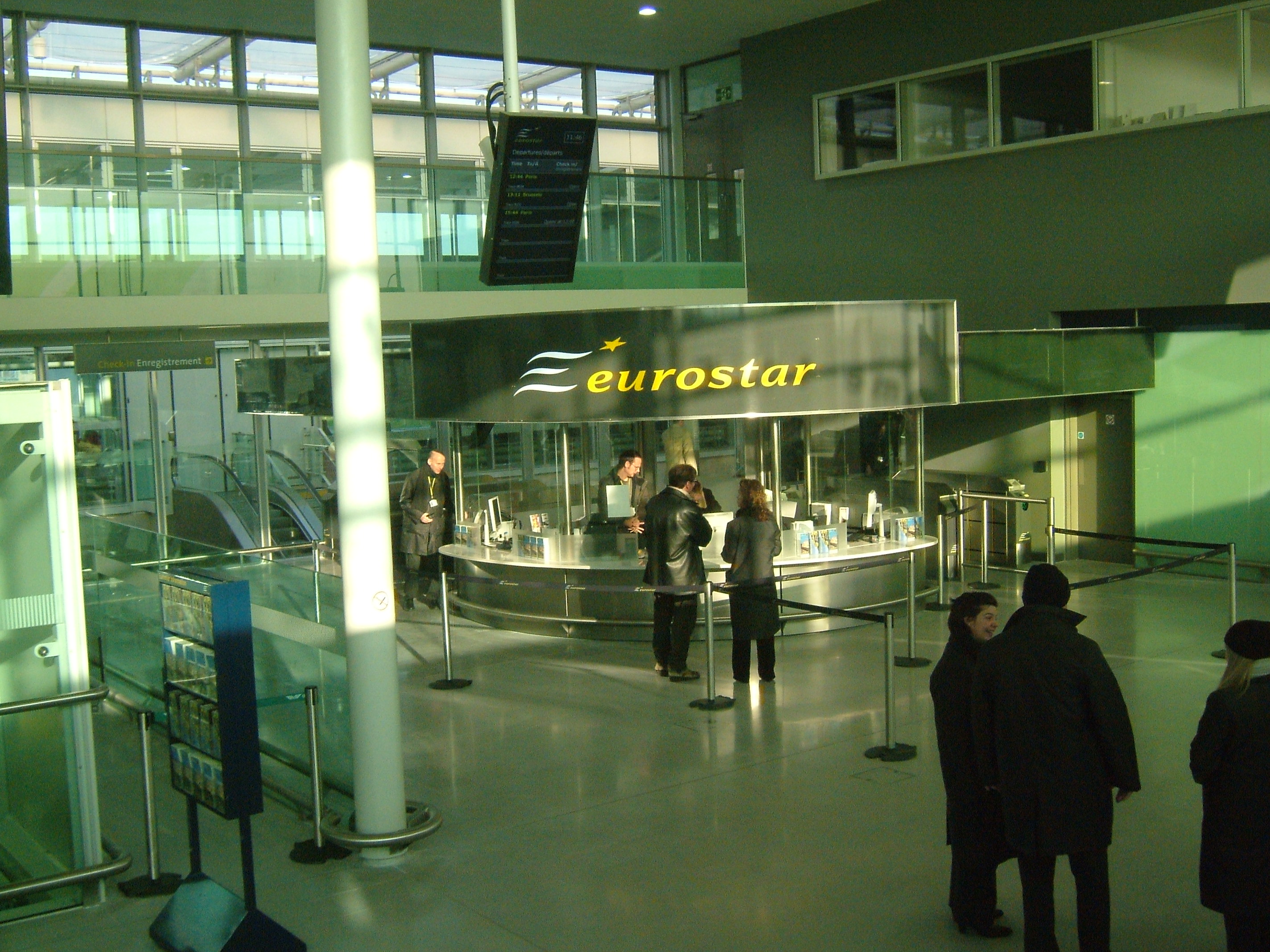
Abfertigung
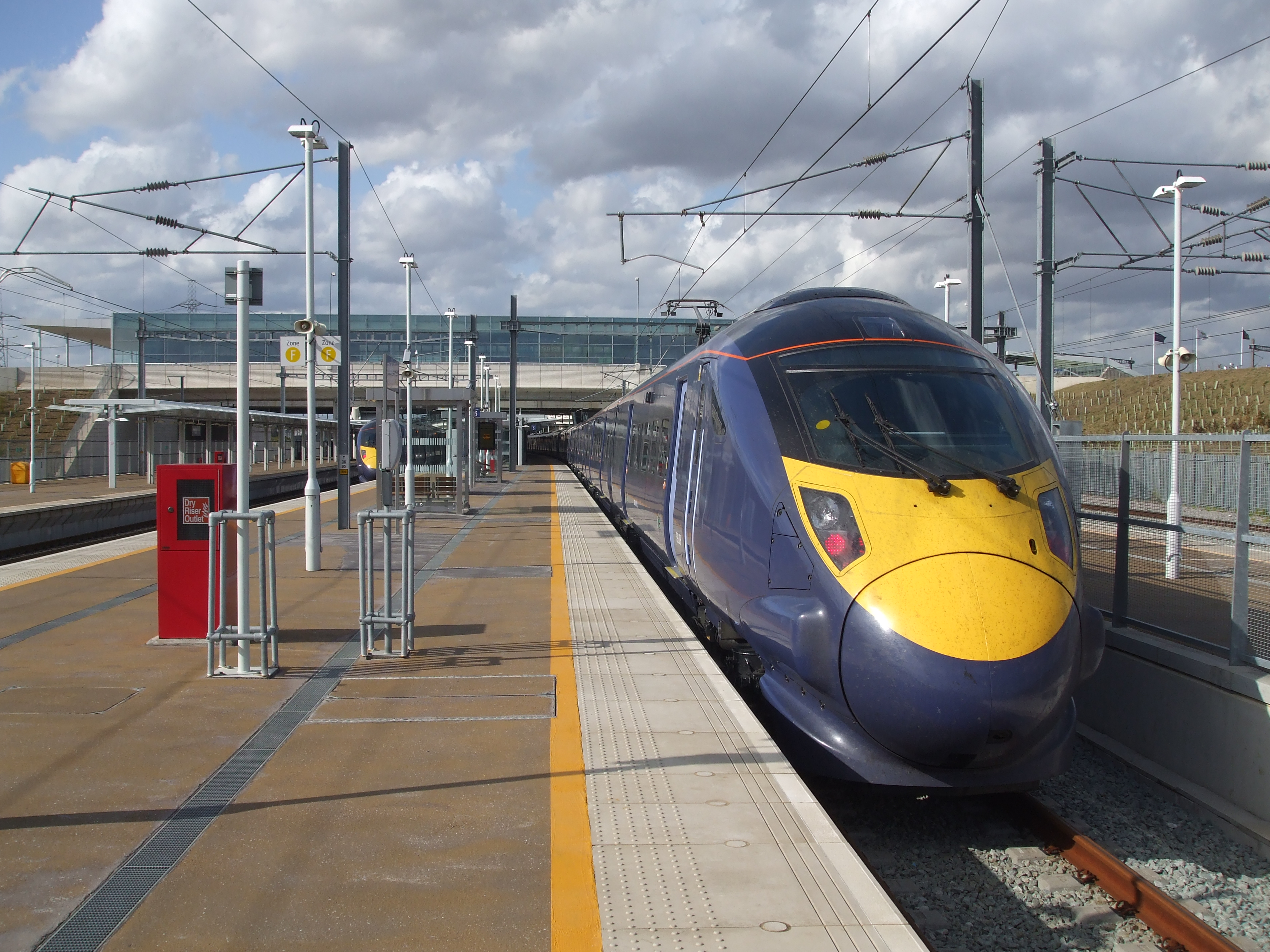
Bahnsteig